# Маллобавд
Маллобавд (д/н — після 380) — військовий діяч Римської імперії, король ріпуарських франків. Низка дослідників вважає, що існувало декілька діячів з подібним ім'ям.

## Життєпис
Син Маларіка, очільника гентілів. У 354 році Маллобавд керував допитом цезаря Констанція Галла, звинуваченого в змові. З 354 року Маллобавд обіймав посаду tribunus armaturarum в Галлії. 355 року разом з батьком виступав за перемовини з Клавдієм Сільваном, якого також було звинувачено у змові. Але не долучився до Сільвана, коли той оголосив себе імператором. Ймовірно, згодом зробив гарну кар'єру з огляду на те, що 363 року його батько став магістром кінноти при імператорі Іовіані.
Маллобавд стає довіреним військовиком при імператорах Валентиніані I і Граціані. Брав участь у військових кампаніях проти алеманів, квадів і язигів. Втім частина дослідників вважають цього Маллобавда іншою особою, можливо сином Маллобавда Старшого. Обіймав посаду очільника імператорської охорони (comes domesticorum) імператора Граціана.
У будь-якому разі цей Маллобавд у 374 році змусив відступити короля алеманів Макріана, а 378 році завдав поразки при Аргентарії іншому алеманському вождю — Пріару. З невідомих причин невдовзі залишив імператорську службу й став королем ріпуарських франків. Надалі вів постійні війни з алемани, які тепер вважалися федератами Римської імперії. У 380 році завдав рішучої поразки Макріану, який загинув. Подальша доля Маллобавда невідома.